# Antony Andrewes
Antony Andrewes (12 de junio de 1910 – 13 de junio de 1990) fue un erudito e historiador clásico inglés. Fue profesor de historia antigua de Wykeham en la Universidad de Oxford de 1953 a 1977.

## Reseña biográfica
Nació en Tavistock (West Devon), ciudad de Inglaterra, el 12 de junio de 1910. Estudió en el Winchester College de Winchester, de 1923 a 1929, y en el New College de Oxford entre 1929 y 1933.

## Carrera

### Carrera académica
Andrewes fue miembro del Pembroke College de Oxford, entre 1933 y 1946, y del New College, también en Oxford, entre 1946 y 1953. Fue profesor Wykeham de historia antigua desde 1953 hasta su jubilcación en 1977.

### Servicio militar
El 20 de junio de 1941, fue oficial del Intelligence Corps del Ejército Británico, como subteniente. Su número de servicio era 191239.

## Honores
El 4 de enero de 1945, Andrewes fue nombrado miembro de la división militar de la Orden del Imperio Británico (MBE) «en reconocimiento de su valiente y distinguido servicio en el campo de batalla». Fue elegido miembro de la Academia Británica en 1957.

## Obras
- The Greek tyrants (1956).
- The Greeks (1967); reeditado como Greek society.